# Romola Sinha
Romola Sinha (1913-2010) était une militante des droits des femmes et une militante sociale du Bengale, à Calcutta, en Inde,,.

## Vie privée
Elle était également connue sous le nom de Mme. SK Sinha, du nom de son mari, le Rt. Hon. Sushil Kumar Sinha, qui était un magistrat et collecteur bien connu et membre de la famille Baron Sinha de Raipur. Son mari était le deuxième fils de Lord Satyendra Prasanno Sinha de Raipur, un éminent avocat, qui était le seul gouverneur indien du Bihar et de l'Orissa, et le seul Indien à être élevé à la Chambre des Lords avant l'indépendance. 

## Activisme
Elle a été impliquée dans les œuvres sociales et l'activisme pour les droits des femmes dès son plus jeune âge. Elle s'est fait remarquer pour son combat pour l'abolition du système Devadâsî, la prostitution et pour la réhabilitation des enfants de prostituées,.
Elle a été membre fondatrice de l'Union des femmes du Bengale depuis 1932 avec d'autres militantes du Bengale comme Suniti Devi, la Maharani de Cooch Behar, Charulata Mukherjee, Sucharu Devi, la Maharani de Mayurbhanj et TR Nelly. Après l'adoption du projet de loi sur la suppression du trafic immoral au Bengale, en 1933, l'ABWU a secouru des filles et a ouvert une maison de réadaptation appelée All Bengal Women's Industrial Institute à Dumdum. Romola Sinha devint plus tard la première présidente du Central Social Welfare Board au Bengale occidental, une institution fondée au niveau national par Durgabai Deshmukh. Elle a également été la première secrétaire de l'Union des femmes du Bengale en 1932, fondée sous la présidence de Maharani Suniti Devi de Cooch Behar, et est devenue plus tard présidente de l'ABWU pendant de nombreuses années.